# 棕曲嘴鷦鷯

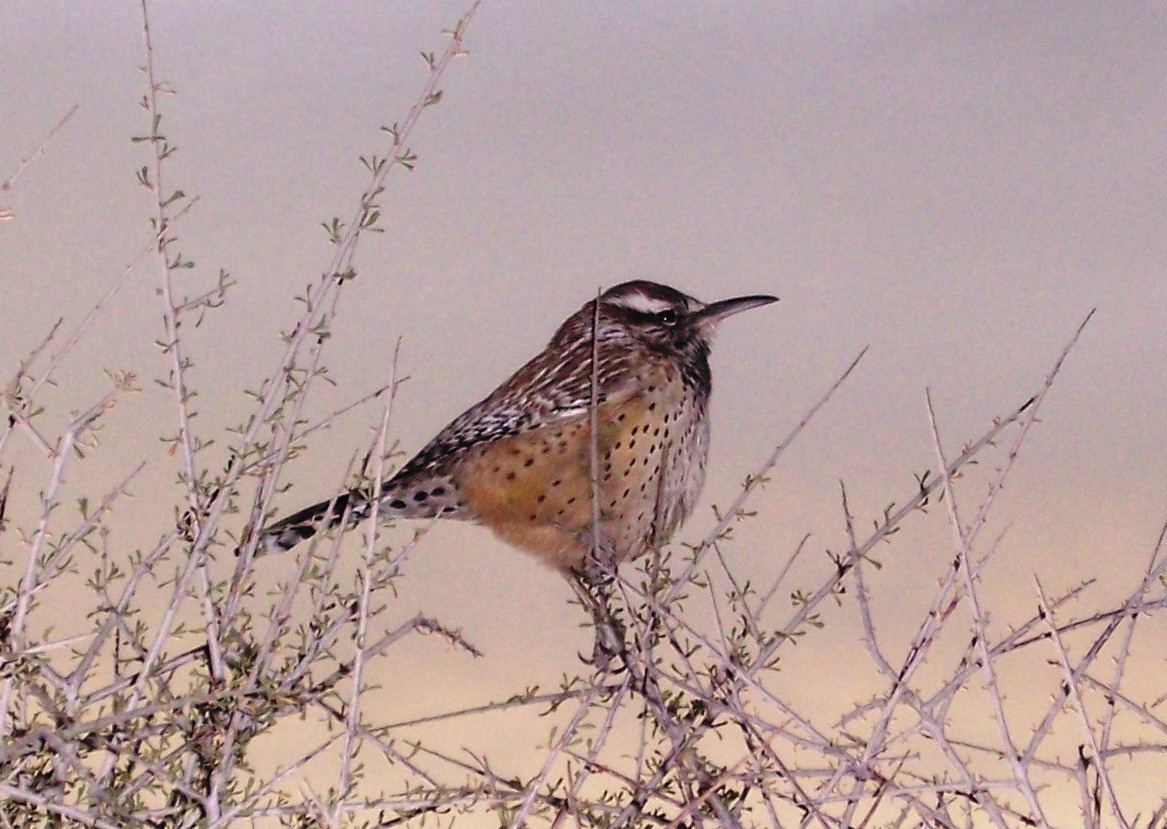
約書亞樹國家公園的一隻棕曲嘴鷦鷯

棕曲嘴鷦鷯（英語：Cactus wren，學名：Campylorhynchus brunneicapillus）是曲嘴鷦鷯屬下的一種鳥類，原產於美國西南部到墨西哥中部的地區內，是亞利桑那州的州鳥。它是一種大型的鷦鷯，體長在18—23（7.1—9.1英寸）間，沒有明顯的兩性異形特征。

## 外部連結
维基共享资源上的相關多媒體資源：Campylorhynchus brunneicapillus
 維基物種上的相關：Campylorhynchus brunneicapillus
- Cactus Wren videos （页面存档备份，存于） (Tree of Life)
- Cactus Wren videos （页面存档备份，存于） on the Internet Bird Collection
- Stamps （页面存档备份，存于） (for Mexico, United States) with RangeMap
- Cactus Wren photos （页面存档备份，存于） VIREO